# Damias sicciodes
Damias sicciodes là một loài bướm đêm thuộc phân họ Arctiinae, họ Erebidae.